# سرگئی کوسیویتسکی
سرگئی الکساندروویچ کوسیویتسکی (روسی: Серге́й Алекса́ндрович Кусеви́цкий؛ ۲۶ ژوئیه ۱۸۷۴–۴ ژوئن ۱۹۵۱) آهنگساز، نوازندهٔ کنترباس و رهبر ارکستر یهودی‌تبار روسی‌الاصل اهل ایالات متحده آمریکا بود.
او مدتی طولانی، از سال ۱۹۲۴ تا ۱۹۴۹ میلادی، رهبری «ارکستر سمفونیک بوستون» (BSO) را به‌عهده داشت.
از شاگردان مشهور او می‌توان به «لئونارد برنستاین»، «اروینگ فاین»، «ساموئل آدلر» و «سارا کالدوِل» اشاره نمود.